# Саулескалнс
Са́улескалнс (латыш. Sauleskalns) — населённый пункт в Мадонском крае Латвии. Административный центр Берзаунской волости. Находится у региональной автодороги P37. На западе граничит с селом Берзауне. Расстояние до города Мадона составляет около 12 км.
По данным на 2017 год, в населённом пункте проживало 544 человека. Есть волостная администрация, народный дом, практика семейного врача, аптека, детский сад, несколько магазинов. Между Саулескалнсом и Берзауне находятся руины православной церкви Троицы Живоначальной (1873).

## История
В советское время населённый пункт был центром Берзаунского сельсовета Мадонского района. В селе располагалось Мадонское объединение «Латвсельхозтехники».